# Captain Billie's Mate
Captain Billie's Mate est un film muet américain réalisé par Francis Ford et sorti en 1913.

## Fiche technique
- Réalisation : Francis Ford
- Scénario : Grace Cunard
- Durée : 20 minutes
- Dates de sortie :
  - États-Unis : 27 septembre 1913

## Distribution
- Francis Ford
- Grace Cunard
- Edgar Keller
- Bennett Molter
- Harry Fisher